# Informationssilo
En informationssilo är ett förvaltningssystem som saknar utbyte eller samarbete med andra liknande system. Termen används ofta inom datavetenskap och organisationsstrukturer för att beskriva en situation där information eller data är isolerad och begränsad till en specifik avdelning, enhet eller programvara inom en organisation. Denna begränsning hindrar effektiv delning och åtkomst av information över olika delar av organisationen, vilket kan leda till ineffektivitet, brist på samarbete och suboptimal användning av värdefull data. Dessutom ökar risken för säkerhetsbortfall och sekretessöverträdelser när informationsflöden inte är korrekt isolerade. Härledda varianter är "silotänkande", "silovision" och "silomentalitet". 

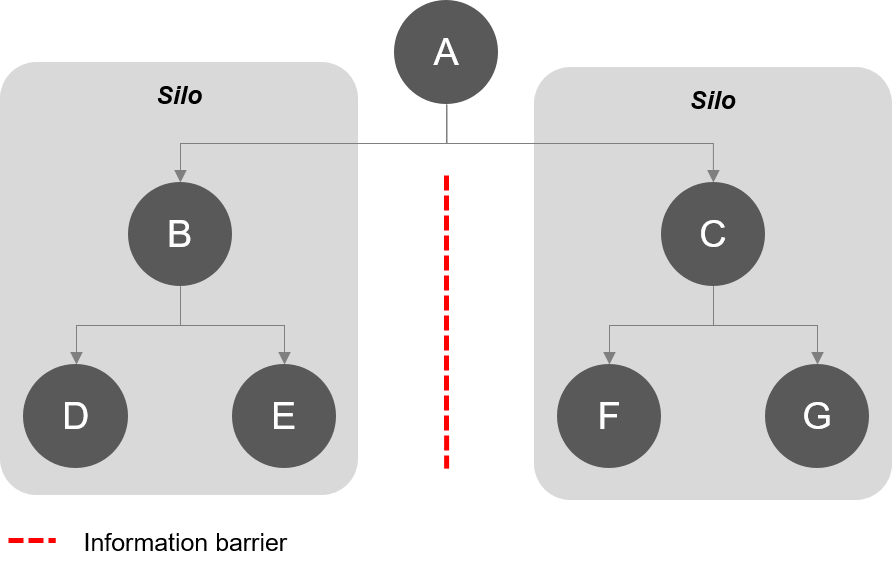
Exempel på informationssilos i en hierarkiskt strukturerad organisation

Uttrycket används ofta för att beskriva system där en applikation och dess systemberoenden kommunicerar effektivt med varandra men inte med andra applikationer och deras systemberoenden. Detta skapar en vertikal struktur i ett systemdiagram där applikationer och deras system är isolerade från varandra i lodräta silos.
Användare och konsumenter kan uppleva frustration när de stöter på silobaserade system som har olika gränssnitt, funktionalitet och design, eller om information som sträcker sig över flera silos inte levereras på ett enhetligt sätt.
Begreppet "siloeffekt" kan i affärs- och organisatoriska sammanhang användas för att referera till en brist på kommunikation och gemensamma mål mellan avdelningar i en organisation. Det är motsatsen till systemtänkande i en organisation. 
Siloeffekten hämtar sitt namn från lantbrukets lagringssilo där varje silo innehåller endast en typ av spannmål.